# Neokeynesianisme
L'escola neokeynesiana o neokeynesianisme o síntesi neoclàssica - terme introduït per Paul Samuelson per referir-se al projecte d'integrar les visions neoclàssiques amb la keynesiana- va ser un dels paradigmes més visibles de l'economia durant la segona meitat del segle xx. L'enfocament neokeynesià sorgeix de la síntesi entre les primeres idees de John Maynard Keynes (veure Keynesianisme) i les idees procedents de l'escola neoclàssica. Aquesta escola de pensament econòmic va constituir l'ortodòxia econòmica fins a la dècada dels 80 del segle passat.
La primera generació d'economistes que va seguir a Keynes es va concentrar a combinar les seves idees amb les del paradigma dominant en aquella època, el neoclassicisme, específicament les percepcions d'Alfred Marshall, Léon Walras i Arthur Pigou. Entre els neokeynesiaos destacaren John Hicks, Franco Modigliani; James Tobin i Paul Samuelson.
Entre aquests desenvolupaments destaca el famós Model IS-LM de Hicks i el llibre "Foundations of Economic Analysis" de Samuelson, que constituïren la base de l'educació de generacions d'economistes. A nivell més avançat, destaquen les modificacions que Samuelson, Modigilani i altres van introduir a l'Economia del benestar.
Durant els setanta, desbordaren una sèrie de desenvolupaments econòmics que van sacsejar la teoria neokeynesiana, particularment l'existència de l'estagflació. El resultat va ser una sèrie de noves idees per proporcionar eines a l'anàlisi keynesià que fossin capaces d'explicar aquests esdeveniments econòmics, donant al pensament macroeconòmic una base microeconòmica. El primer manifest de la teoria neokeynesiana fou la col·lecció New Keynesian Economics el 1991, de Gregory Mankiw i David Romer, entre d'altres. (veure Nova Economia Keynesiana)

## La síntesi neoclàssica
Després del treball de Keynes, les anàlisis de l'escola keynesiana van ser novament analitzats mitjançant enfocaments de l'escola econòmica clàssica. La teoria macroeconòmica resultant es va dir "síntesi neoclàssica" i va ser hegemònic el pensament macroeconòmic per dècades, almenys fins a la dècada dels vuitanta.
Un dels punts d'aquesta síntesi assenyala que no existeix cap tendència automàtica que garanteixi la plena ocupació. Per aquesta raó molts economistes consideren que les polítiques governamentals haurien d'encaminar-se precisament a garantir la plena ocupació, i en aquestes condicions es conjectura que l'economia sí es comportaria de la manera que l'economia clàssica i neoclàssica suggereixen.

## Economistes neokeynesians importants
- William Baumol
- Ben Bernanke
- John Hicks
- Paul Krugman
- Franco Modigliani
- Robert Mundell
- Paul Samuelson
- Robert Solow
- Joseph I. Stiglitz